# Paul Sharits
Paul Jeffrey Sharits (né le 7 février 1943 à Denver et mort le 8 juillet 1993  à Buffalo) est un cinéaste expérimental américain. 

## Biographie
Lié à des mouvements artistiques d'avant-garde, Paul Sharits est l'une des figures du cinéma structurel, aux côtés de Tony Conrad, Hollis Frampton et Michael Snow. Il a également été lié au mouvement Fluxus dont il a réalisé quelques Fluxfilms.
Le cinéaste canadien François Miron consacre, en 2015, un long métrage documentaire au cinéaste intitulé simplement « Paul Sharits » édité par Re:Voir Vidéo , où y est envisagé aussi bien le travail cinématographique et plastique que les problèmes psychologiques de l’artiste qui le conduisent à formaliser une écriture agressive au sein de l’avant-garde américaine des années 1960-1970 par l’utilisation du flicker avec des pulsations de couleurs sur des images parfois déstabilisantes comme l’opération d’un œil et des scènes de coït dans T,O,U,C,H,I,N,G (en), un de ses films les plus emblématiques commenté, dans le documentaire, par diverses personnalités du monde des arts.

## Filmographie
Sauf mention contraire, tous les films sont en 16 millimètres.
- 1962 : Wintercourse, noir et blanc, 12 minutes
- 1965 : Dots 1 & 2/Fluxfilm, noir et blanc, 30 secondes, muet
- 1965 : Razor Blades, noir et blanc, 30 secondes, muet
- 1966 : Piece Mandala/End War, couleur, muet, 5 minutes
- 1966 : Word Movie/Fluxfim 29, couleur, sonore, 3 minutes 45 secondes
- 1966 : Sears Catalogue/Fluxfilm, noir et blanc, 30 secondes, muet
- 1966 : Wrist Trick/Fluxfilm, 30 secondes, muet
- 1966 : Unrolling Event/Fluxfilm, 5 secondes, muet
- 1966 : Ray Gun Virus, 14 minutes, couleur, sonore
- 1968 : Razor Blades, couleur & noir et blanc, sonore, 25 minutes, double écran (1965-1968)
- 1968 : N:O:T:H:I:N:G, couleur, muet, 36 minutes
- 1968 : T,O,U,C,H,I,N,G, couleur, sonore, 36 minutes,
- 1970 : S :TREAM :S :S :ECTION :S :ECTION :S :S :ECTIONED, couleur, sonore, 42 minutes (1968-1970)
- 1971 : Inferential Current, couleur, sonore, 8 minutes
- 1971 : Soundstrip/Filmstrip, couleur, son quadriphonique, installation à quatre écrans
- 1971 : Analytical Studies I: The Film Frame
- 1971 : Analytical Studies II: Un-Framed-Lines
- 1972 : Axiomatic Granularity
- 1973 : Analytical Studies III : Color Frame Passages
- 1973 : Damaged Film Loop, devenu depuis The Forgetting Of Impressions And Intentions
- 1973 : Synchronousoundtracks
- 1974 : Color Sound Frames
- 1974 : Vertical Contiguity
- 1975 : Analytical Studies IV: Blank Color Frames
- 1975 : Apparent Motion
- 1975 : Shutter Interface
- 1976 : Dream Displacement
- 1976 : Epilectic Seizure Comparison
- 1976 : Tails
- 1976 : Declarative Mode
- 1977 : Figment I: Fluxgram Voyage In Search Of The Real Maciunas
- 1977 : Brancusi’s Sculpture Ensemble At Tirgu Jiu
- 1978 : Episodic Generation
- 1982 : 3rd Degree
- 1982 : Bad Burns
- 1987 : Rapture

### Travaux inachevés ou hors catalogue
- 1981 : Five Mexican Pyramids
- 1981 : Poison